# 済生会横浜市東部病院
社会福祉法人 恩賜財団 済生会支部神奈川県済生会横浜市東部病院（しゃかいふくしほうじん おんしざいだん さいせいかいしぶかながわけんさいせいかいよこはましとうぶびょういん、英語: Saiseikai Yokohamashi Tobu Hospital）は、神奈川県横浜市鶴見区にある医療機関である。2025年5月時点、神奈川県選挙管理委員会より、不在者投票のできる施設の一つとして指定されている。

## 沿革
- 2002年（平成14年）3月4日 - 横浜市東部地域中核病院の事業主体候補に神奈川県済生会が選定される。
- 2003年（平成15年）9月24日 - 病院開設許可。
- 2006年（平成18年）12月20日 - 病院建物完成、引き渡し。
- 2007年（平成19年）3月30日 - 済生会横浜市東部病院開院。
- 2007年（平成19年）4月1日 - 重症心身障害児（者）施設サルビア開所。
- 2009年（平成21年）4月1日 - DPC対象病院となる。
- 2010年（平成22年）5月17日 - 一般病床2床（GCU）を増床。
- 2011年（平成23年）3月23日 - 神奈川DMAT指定病院の指定を受ける。
- 2011年（平成23年）11月11日 - 一般病床4床を増床。
- 2012年（平成24年）3月2日 - 日本医療機能評価機構認定（ver.6.0）。
- 2013年（平成25年）2月6日 - 神奈川DMAT-L指定病院の指定を受ける。
- 2013年（平成25年）4月1日 - 神奈川県がん診療連携指定病院の指定を受ける。
- 2013年（平成25年）8月1日 - 卒後臨床研修評価機構（JCEP）の認定を受ける。
- 2014年（平成26年）1月1日 - 横浜市認知症疾患医療センターの指定を受ける。
- 2014年（平成26年）8月6日 - 地域がん診療連携拠点病院の指定を受ける。
- 2014年（平成26年）10月1日 - 横浜市重症外傷センターの指定を受ける。
- 2017年（平成29年）8月2日 - 看護師の特定行為研修を行う研修機関の指定を受ける。
- 2018年（平成30年）7月11日 - 外国人患者受入医療機関（JMIP）認証。
- 2019年（平成31年）4月1日 - 神奈川県難病医療支援病院の指定を受ける。
- 2019年（令和元年）11月28日 - 一般病床2床（小児病棟）を増床。

## 診療科・センター

### 診療部門
- 救命救急センター
  - 救急科
- 運動器センター
  - 整形外科
- 総合診療センター
  - 総合内科
- 消化器センター
  - 小児肝臓消化器科
  - 消化器外科
  - 消化器内科
- 呼吸器センター
  - 呼吸器外科
  - 呼吸器内科
- 心臓血管センター
  - 不整脈科
  - 血管外科
  - 心臓血管外科
  - 循環器内科
- 糖尿病・内分泌センター
  - 糖尿病・内分泌内科
- 腎泌尿器センター
  - 腎臓内科
  - 泌尿器科
- 脳神経センター
  - 脳血管・神経内科
  - 脳神経外科・脳血管内治療科
- レディースセンター
  - 産婦人科
  - 乳腺外科
- こどもセンター
  - 小児科
- こころのケアセンター
  - 精神科
- リハビリテーションセンター
  - リハビリテーション科
- 感覚器・口腔外科センター
  - 口腔外科
  - 皮膚科
  - 耳鼻咽喉科
  - 眼科
- 集中治療センター
  - 集中治療科
- 手術センター
  - 麻酔科
- 放射線治療センター
  - 放射線治療科
- 画像診断センター
  - 放射線診断科
- 病理診断センター
  - 病理科
- 臨床検査センター
  - 臨床検査科

### その他センター
- 救命救急センター（重症外傷センター）
- 東部がんセンター
- ロボット手術センター
- 大動脈治療センター
- 前立腺治療センター
- 弁膜症治療センター
- 患者支援センター

### 専門外来
- 側彎症外来
- 乳児股関節検診
- 手外科
- フットケア外来
- 禁煙指導外来
- メモリークリニック

## 医療機関の指定等
(下表の出典)
| 保険医療機関、労災保険指定医療機関、指定自立支援医療機関（更生医療）、指定自立支援医療機関（育成医療）、指定自立支援医療機関（精神通院医療）、身体障害者福祉法指定医の配置されている医療機関、精神保健及び精神障害者福祉に関する法律に基づく指定病院又は応急入院指定病院、精神保健指定医の配置されている医療機関、生活保護法指定医療機関、結核指定医療機関、指定養育医療機関、指定小児慢性特定疾病医療機関、難病の患者に対する医療等に関する法律に基づく指定医療機関、戦傷病者特別援護法指定医療機関、原子爆弾被害者医療指定医療機関、原子爆弾被害者一般疾病医療取扱医療機関、公害医療機関、母体保護法指定医の配置されている医療機関、地域医療支援病院、災害拠点病院、小児救急医療拠点病院、救命救急センター、臨床研修病院特定行為研修指定研修機関、がん診療連携拠点病院等、特定疾患治療研究事業委託医療機関、DPC対象病院、無料低額診療事業実施医療機関、地域周産期母子医療センター |

- 地域型認知症疾患医療センター
- 神奈川県精神科救急基幹病院[注 1][3]
- 公益財団法人 日本医療機能評価機構認定病院[4]

## 交通アクセス
- 鶴見駅（京浜東北線・鶴見線）より
  - 東口より横浜市営バス155系統「東部病院 行」で「東部病院」下車。
  - 東口より横浜市営バス13系統「綱島／新横浜駅／一の瀬 行」で「三ツ池道」下車、徒歩約5分。
  - 西口より横浜市営バス14・104系統「新横浜／梶山 行」で「三ツ池道」下車、徒歩約5分。
- 川崎駅（東海道線・京浜東北線・南武線）より
  - 西口より川崎鶴見臨港バス川50系統「東部病院 行」または横浜市営バス7系統「横浜駅前 行」で「東部病院」下車（市営バスは日中9:00 - 17:30のみ停車）。
  - 西口より川崎鶴見臨港バス川50系統「鶴見駅西口 行」または横浜市営バス7系統「横浜駅前 行」で「新鶴見橋」下車、徒歩約1分。
- 尻手駅（南武線）より
  - 徒歩約20分。
  - 「国道尻手」バス停より川崎鶴見臨港バス川50系統「東部病院 行」で「東部病院」下車。
- 綱島駅（東急東横線）より
  - 横浜市営バス13系統「鶴見駅前 行」で「三ツ池道」下車、徒歩約5分。
- 新横浜駅（東海道新幹線・横浜線・東急新横浜線・相鉄新横浜線・横浜市営地下鉄ブルーライン）より
  - 横浜市営バス104系統「鶴見駅西口 行」で「宝泉寺」下車、徒歩約7分。
  - 横浜市営バス14系統「鶴見駅前 行」で「三ツ池道」下車、徒歩約5分。
- 横浜駅（東海道線・横須賀線・京浜東北線・根岸線・京急本線・東急東横線・みなとみらい線・相鉄本線・横浜市営地下鉄ブルーライン）より
  - 東口より横浜市営バス7系統「川崎駅西口 行」で「東部病院」下車（日中9:00 - 17:30のみ停車）。
  - 東口より横浜市営バス7系統「川崎駅西口 行」で「新鶴見橋」下車、徒歩約1分。
  - 東口より横浜市営バス29系統「鶴見駅前 行」で「下末吉国道際」下車、徒歩約5分。

## 不祥事・医療ミス・医療事故
- 2010年9月 - 入院した女児（生後11カ月）が肝生検を受けた後適切な処置がなされず、出血により死亡した。神奈川県警は2019年11月16日までに業務上過失致死容疑で当時担当だった医師2人を書類送検した[5]。